# Ixtapa (Chiapas)
Pour les articles homonymes, voir Ixtapa.
Ixtapa est une municipalité du Chiapas, au Mexique. Elle couvre une superficie de 313 km2 et compte 27 198 habitants en 2015.